# Слов'янізація Македонії

## ПеріодV-VIстоліття
Починаючи з часів Юстиніана, відбувався рух слов’ян. Колосальні зусилля, докладені цим римлянином з верхньої Македонії, щоб знову завоювати Захід, водночас обороняючись від персів, призвели до того, що Балкани опинилися без військ. Візантійському флоту довгий час вдавалося перегороджувати доступ в Дунай великим арміям, але він не перешкоджав просочуванню через лімес, наприклад, вздовж долини р. Тімок, численних слов'ян, яких спочатку очолювали вожді-тюрки. Після 548 р., в ході одного з набігів, слов'яни досягли узбережжя Адріатичного моря, а на наступний рік в значній кількості вперше перезимували всередині кордонів Імперії. Одного разу проникнувши всередину, ці слов'яни, не зачіпаючи міст, які вони були не в силах узяти, кинулися на пошуки наживи, повністю спустошуючи місцевість, де селяни чинили їм опір. Деякі з них поселились на землях в погано контрольованих районах, однак ми не маємо даних, щоб простежити їх розселення, яке залишається в тіні масштабних воєн між Візантією і аварами. Дуже скоро окремі загони досягли стін Андріанополя і Константинополя (вперше в 551 р.), Коринфського перешийка (в 578 р.), нарешті, узбережжя Далмації. Велика частина слов'ян, разом зі своїми бранцями, повернулася за Дунай, але деякі залишилися бродити по півострову.

## ПеріодVI-VIIстоліття
При Маврикії (582-602) це явище прийняло масштаби повені. Компактні слов'янські поселення утворюються в Македонії і тісняться майже біля самих Фессалонік, зайнявши регіони, знелюднені в результаті нальотів аварів.
Відбувається їх зустріч з морем; від початку правління Іраклія 610-641) вони вже спускають у Егейське море свої човни, зроблені з видовбаного деревного стовбура (моноксилів). Деякі з них допомагали аварам, які в 626 р. обложили Константинополь, в той час як інші грабували узбережжя Греції, не створюючи поселень. Приблизно в ту ж епоху численні серби і хорвати, позбувшись опіки аварів, захопили внутрішню Іллірію.
З 600 р. Григорій Великий говорить про їх натиск на Салону і намір проникнути в Італію через Істрію. Тут же вони незабаром знайомляться з морем: близько 641 р. слов'янський флот намагається провести висадку в Апулії поблизу Сіпонта. У VII-IX ст. пониззя Неретви стали кублом піратів, що наводили страх.
Завдяки «Чудесам св. Димитрія» нам досить добре відомі сутність і заняття слов'ян на території Македонії. Всі ці групи живуть виключно в сільській місцевості (в той час як міста, для них, як і раніше недоступні, наприклад, Хрістополіс і Фессалоніки, залишаються повністю грецькими); у них є свої князівські династії і земельні володіння, але мало що або зовсім нічого від політичних інститутів. Їх ратна сила значна. 
Мова залишається позбавлена писемності аж до її створення, на основі глаголиці, св. Кирилом і Мефодієм близько 860 р.

## ПеріодVII-XIстоліття
Гостра практична кмітливість грецьких імператорів швидко виявила вигоду, яку можна було отримати з цього становища. Усунути слов'ян було не можна - та й чому б послужило опустошіння земель? - Так само, як і асимілювати їх. З часів Юстиніана II (685-695) за склавинами визнається автономія, але залежна від Візантії, і теоретично вони зобов'язуються нести певну військову службу. До самого XI в. в більшості слов'янізованих регіонів не ступала нога візантійських чиновників, там були нерідкими дрібні бунти, однак, за винятком болгарських земель,політична небезпека з боку слов'ян не загрожувала, і прибережні міста без особливих перешкод могли залишатися грецькими. Як і завжди, надію на поступове утихомирення «варварства» новоприбулих вселяло проповідування християнства.
Археологічні дані дуже мізерні і, в ще більшому ступені, спірні. Найбільш достовірним вважається насамперед факт руйнування всіх будов, що знаходилися поза стінами великих міст близько VII або VIII ст., Потім припинення всякого будівництва між цією епохою і кінцем IX століття. Спостерігається деяка перерва в нумізматичних знахідок у Коринфі (це відбувається при Костянтині IV, 668-685) і на афінській агорі, де вони присікаються, мабуть, близько 583 року. Це, без сумніву, свідчить про серйозну кризу в історії цих міст, викликану аварами, однак аж ніяк не тривалою слов'янської окупацією (Афіни уникнули подібної долі). До теперішнього часу в Греції не виділено археологічний горизонт, який можна було б з упевненістю співвіднести з великим переселенням слов'ян.
Хід відновлення візантійського порядку на периферії Балканського півострова стає легше зрозуміти, якщо, як пропонує Г. Острогорський, розглянути етапи поширення фемного устрою в європейській частині Імперії. Перша в Європі фема була створена близько 680 р. в східній Фракії, охоплюючи безпосередні підступи до столиці; близько 690 р. за нею пішла Елладська фема, яка включала в себе, головним чином, Аттику і Беотію, що були двома головними притулками еллінізму. Потім діяльність у цьому напрямку припинилася майже на два століття. Вона була відновлена в кінці VIII в. створенням Македонської феми, яка незважаючи на свою назву, мала своїм центром Адріанополь і охоплювала в основному західну Фракію. Справжня Македонія ще не була повернута, але ніхто не наважувався це оприлюднити. З початку IX в. на Адріатичному узбережжі фемою стає Діррахій, на Егейському морі - Фессалоніки, а також Пелопоннес і Кефалінія. У другій половині IX в. настала черга Епіру і узбережжя Далмації.
Ми бачимо, що хоча все узбережжя і було знову підпорядковано візантійцям, внутрішні області залишалися в руках болгар і, в основному на північному заході, декількох склавинів, що йдуть по шляху перетворення в князівства, а потім у держави.